# فرقة فان هوتز
فرقة فان هوتز هو فرقة خط مشاة من الجيش الملكي الهولندي. تم تسميتها على اسم يي. بي. فان هوتز، وهو الحاكم العام السابق لجزر الهند الشرقية الهولندية، وتشكلت في 1 يوليو 1950. وتشتهر بخدمتها كجزء من قوات الأمم المتحدة التي تم إرسالها للقتال خلال الحرب الكورية. وهي لا تزال تعمل في جولات كجزء من بعثة إيساف بأفغانستان.